# أنغري
أنغري (بالإيطالية: Angri)‏، مدينة إيطالية في مقاطعة ساليرنو بإقليم كامبانيا جنوبي البلاد. عدد سكانها 30.975 نسمة ومساحتها 13،71 كيلومتر مربع.

## السكان
في سنة 1861 بلغ عدد السكان 9٬122 نسمة، وتطور العدد ليصل في سنة 2011 لـ 32٬576 نسمة.
يظهر هذا المخطط البياني تطور النمو السكاني لـ أنغري

## الاقتصاد
في الماضي كان اقتصادها زراعي بحت. وفي الوقت الحالي اقتصاد أنغري صناعي إلى حد كبير. وما يقرب من 90 ٪ من نشاطها الصناعي يعمل في مجال الصناعات الغذائية، وتحديدا في تعليب الطماطم.